# I.Ae. 30 Ñancú
FMA IAe 30 Ñancú byl dvoumotorový stíhací letoun vyvinutý argentinským výrobcem Fabrica Militar de Aviones (FMA). Povedený a výkonný letoun nakonec neuspěl kvůli nástupu nové generace stíhacích letounů s proudovým pohonem. Postaven byl pouze první prototyp, který vzlétl 1948. Dva další prototypy zůstaly nedokončeny a objednávka na sériovou výrobu byla zrušena.

## Historie

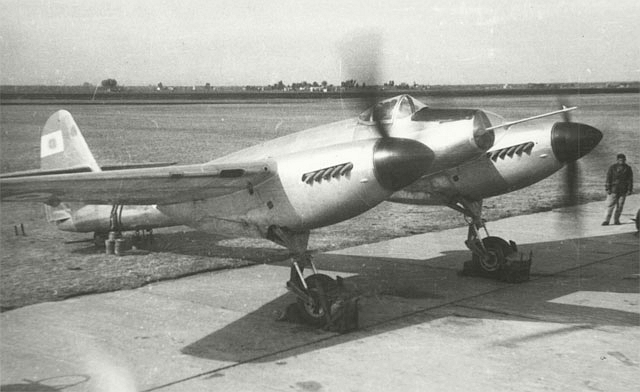
FMA IAe 30

Po druhé světové válce do Argentiny přišla řada německých a italských leteckých konstruktérů. Mezi ně patřil Cesare Pallavicino se zkušenostmi ze společností Breda a Caproni. Pallavicino byl zařazen do instituce Instituto Aerotécnico (IAe), aby navrhl dvoumotorový stíhací letoun. Jeho hlavním úkolem byl doprovod argentinských bombardérů Lincoln a Lancaster, zakoupených roku 1947 v množství třicet a patnáct kusů. Pallavicino připravil tři návrhy, dva s proudovým a jeden s pístovým pohonem. Vybrán byl právě ten pístový. Do vývoje se zapojila i řada dalších italských inženýrů. V červenci 1947 byly objednány tři prototypy, jejichž stavbu měla zajistit továrna FMA. Letoun dostal označení FMA IAe 30 Ñancú.
S vývojem se spěchalo. Pozemní testy začaly v červnu 1948. První vzlet prototypu proběhl 18. července 1948 (dle některých pramenů o den dříve). Pilotoval jej kapitán Edmundo Osvaldo Weiss. Do zkoušek se mimo jiné zapojil i německý konstruktér Kurt Tank. Prokázaly dobré vlastnosti a výkony letounu. Prototyp vytvořil jihoamerický rychlostní rekord, když vzdálenost mezi městy Córdoba a Buenos Aires překonal průměrnou rychlostí 650 km/h. Přitom letěl na 60 % výkonu. Rekord zůstával platný ještě v roce 2015. Objednána byla sériová výroba 210 kusů. Brzy se však ukázalo, že letoun navzdory vysokým výkonům nemůže konkurovat nastupující generaci proudových letounů. Právě v roce 1948 argentinské letectvo začalo přebírat britské letouny Gloster Meteor, čímž o pístové typy ztratilo zájem. Argentina se dokonce snažila získat proudové letouny domácí konstrukce v podobě prototypů FMA I.Ae. 27 Pulqui I a FMA IAe 33 Pulqui II. Prototyp FMA IAe 30 Ñancú byl na začátku roku 1949 poškozen při přistání. V dubnu 1949 byla zrušena objednávka na jeho sériovou výrobu, a proto FMA projekt zrušila. Neopravený první prototyp a rozestavěné dva další prototypy byly sešrotovány.

## Konstrukce

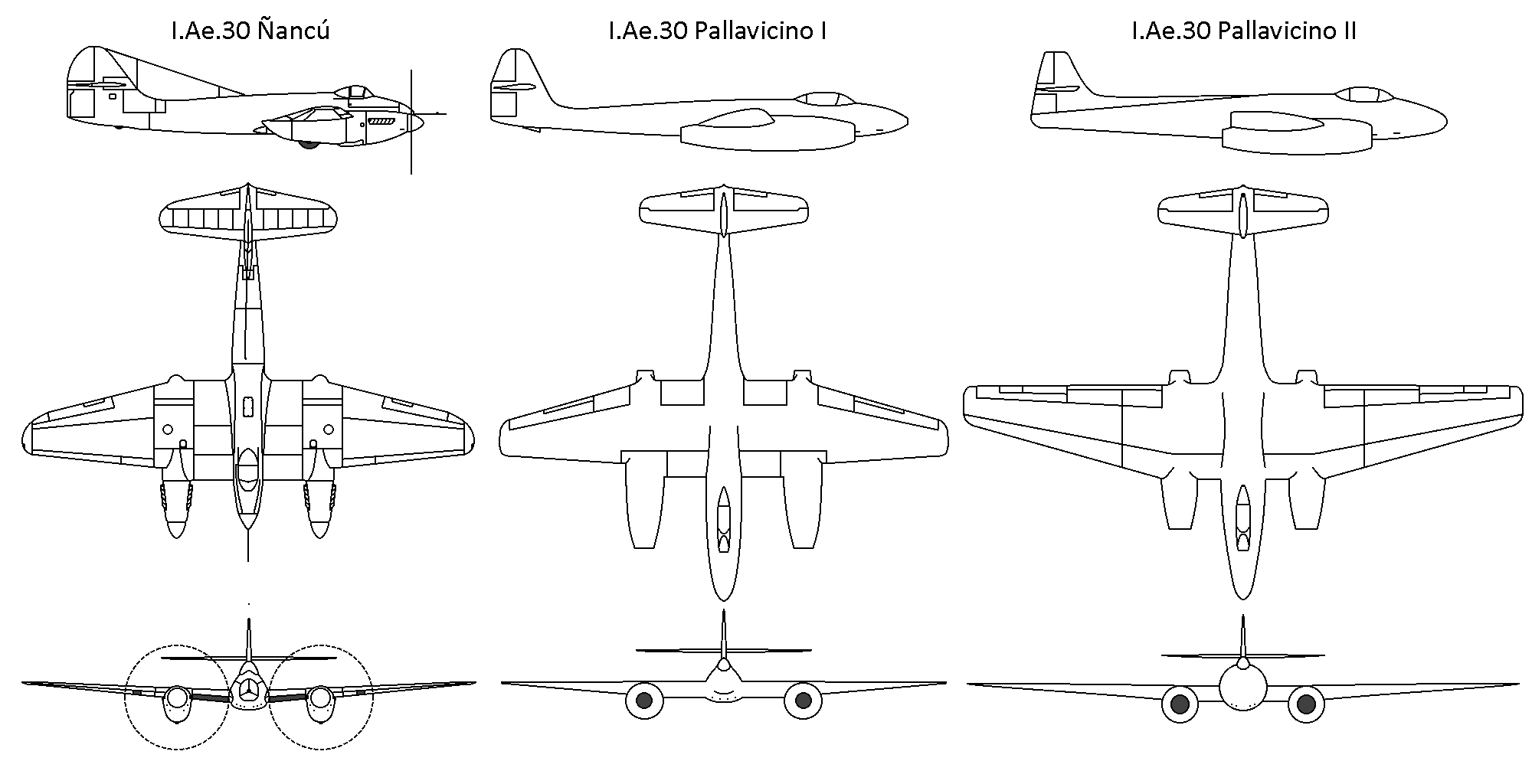
Tři varianty stíhacího letounu, které navrhl Cesare Pallavicino

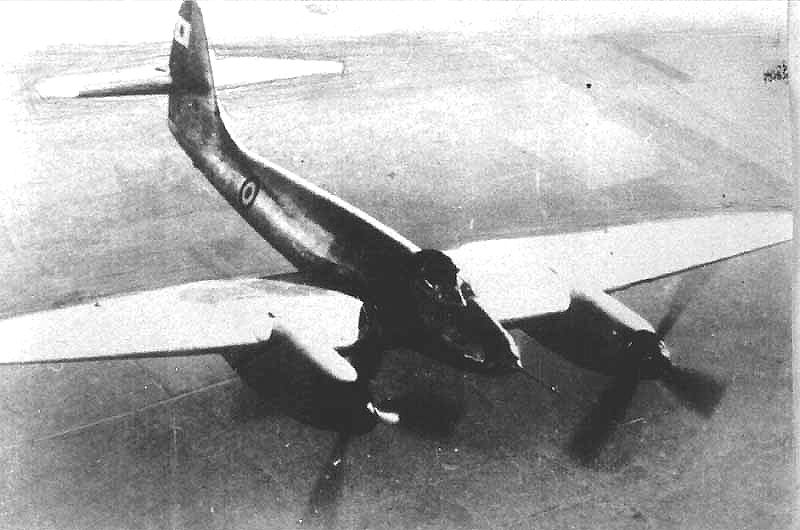
FMA IAe 30

Jednalo se o celokovový dvoumotorový dvoumístný středoplošník svou koncepcí připomínající britský de Havilland Hornet (ten však byl dřevěný). Poháněly jej dva řadové motory Rolls-Royce Merlin 604 (1800 hp), roztáčející čtyřlisté vrtule de Havilland o průměru 3,66 m. Prototyp nebyl ozbrojen. Plánovanou výzbroj představovalo šest 20mm kanónů Hispano-Suiza HS.804 s trupu, jedna 250kg puma na podtrupovém závěsníku, nebo až deset neřízených raket.

## Specifikace
Údaje dle

### Technické údaje
- Posádka: 2
- Rozpětí: 15 m
- Délka: 11,52 m
- Výška: 5,16 m
- Nosná plocha: 35,32 m²
- Hmotnost prázdného letounu: 5,585 kg
- Pohonné jednotky: 2× řadový motor Rolls-Royce Merlin 604
- Výkon pohonné jednotky: 2× 1342 kW (1800 hp)

### Výkony
- Cestovní rychlost: 500 km/h
- Nejvyšší rychlost: 740 km/h
- Dostup: 8000 m
- Dolet: 2700 km

### Výzbroj
- 6× 20mm kanón
- 1× 250kg puma
- 10× neřízená raketa